# Miên Khánh
Miên Khánh (chữ Hán: 綿慶; 17 tháng 6 năm 1779 - 27 tháng 11 năm 1804), Ái Tân Giác La, là một nhân vật Hoàng thất của nhà Thanh trong lịch sử Trung Quốc.

## Cuộc đời
Miên Khánh sinh vào giờ Tỵ, ngày 4 tháng 5 (âm lịch) năm Càn Long thứ 44 (1779), trong gia tộc Ái Tân Giác La. Ông là con trai thứ năm và là người con trai duy nhất sống qua tuổi trưởng thành của Chất Trang Thân vương Vĩnh Dung, mẹ ông là Kế Phúc tấn Nữu Hỗ Lộc thị (鈕祜祿氏). Ông là cháu nội của Thanh Cao Tông Càn Long Đế.
Năm Càn Long thứ 55 (1790), phụ thân ông qua đời, ông được tập tước Thận Quận vương (慎郡王) đời thứ 3 hay Chất Thân vương (质亲王) đời thứ 2, nhưng Thận vương phủ không phải thừa kế võng thế nên ông chỉ được phong làm Chất Quận vương (質郡王).
Ông từ nhỏ thông minh, sáng dạ nên rất được Càn Long Đế yêu quý. Năm ông 13 tuổi, từng tùy giá Càn Long Đế đi săn và tránh nóng ở Tị Thử Sơn Trang. Khi đó ông dẫn cung săn bắn trúng tam tiễn, Càn Long Đế vô cùng vui mừng, ban cho ông Hoàng mã quái (黃馬褂), Tam nhãn Khổng tước linh (三眼孔雀翎). Ngoài ra, ông cũng là người am hiểu âm luật, chỉ đáng tiếc từ nhỏ ông thể chất gầy yếu, sức khỏe không tốt.
Năm Gia Khánh thứ 9 (1804), ngày 26 tháng 10 (âm lịch), giờ Tỵ, ông qua đời khi chỉ mới 26 tuổi. Sau khi qua đời, ông được truy thụy Chất Khác Quận vương (質恪郡王).

## Gia quyến
- Đích Phúc tấn: Nữu Hỗ Lộc thị (鈕祜祿氏), con gái của Nhất đẳng công Hòa Lâm - em trai của Hòa Thân.
- Trắc Phúc tấn: Y Nhĩ Căn Giác La thị (伊爾根覺羅氏), con gái của Phó quản Đức Thụy (德瑞).
- Con trai: Dịch Khởi (奕綺; 1802 - 1842), mẹ là Trắc Phúc tấn Y Nhĩ Căn Giác La thị. Năm 1809 được tập tước Thận Quận vương (慎郡王) và được phong Bối lặc (貝勒). Năm 1825 phạm tội, bị phạt bổng lộc. Năm 1839 bị đoạt tước, sau được khôi phục (1842). Có hai con trai.[3]